# Katerina Burmístrova
Katerina Volodímirivna Burmístrova –en ucraïnès, Катерина Володимирівна Бурмістрова– (Sumi, 20 de novembre de 1979) és una esportista ucraïnesa que va competir en lluita estil lliure, guanyadora de dues medalles al Campionat Mundial de Lluita, or el 2002 i bronze el 2008, i nou medalles al Campionat Europeu de Lluita entre els anys 2004 i 2014.

## Palmarès internacional
| Campionat Mundial | Campionat Mundial    | Campionat Mundial | Campionat Mundial |
| Any               | Lloc                 | Medalla           | Categoria         |
| ----------------- | -------------------- | ----------------- | ----------------- |
| 2002              | Calcis ( Grècia)     | 1                 | Lliure 67 kg      |
| 2008              | Tòquio ( Japó)       | 3                 | Lliure 67 kg      |
| Campionat Europeu |                      |                   |                   |
| Any               | Lloc                 | Medalla           | Categoria         |
| 2004              | Haparanda ( Suècia)  | 1                 | Lliure 67 kg      |
| 2005              | Varna ( Bulgària)    | 1                 | Lliure 67 kg      |
| 2007              | Sofia ( Bulgària)    | 2                 | Lliure 67 kg      |
| 2009              | Vílnius ( Lituània)  | 1                 | Lliure 67 kg      |
| 2010              | Bakú ( Azerbaidjan)  | 2                 | Lliure 67 kg      |
| 2011              | Dortmund ( Alemanya) | 1                 | Lliure 72 kg      |
| 2012              | Belgrad ( Sèrbia)    | 2                 | Lliure 72 kg      |
| 2013              | Tbilisi ( Geòrgia)   | 3                 | Lliure 72 kg      |
| 2014              | Vantaa ( Finlàndia)  | 3                 | Lliure 75 kg      |